# چیونوفوجی میتسوگو
چیونوفوجی میتسوگو (به ژاپنی: 千代の富士 貢) کُشتی‌گیر سوموی اهل هوکایدو در کشور ژاپن بود که پنجاه‌وهشتمین کشتی‌گیر دارای رتبهٔ یوکوزونا محسوب می‌شد. وی در سال ۱۹۸۱ میلادی به این مرتبه ارتقا یافت و در سال ۱۹۹۱ میلادی بازنشست شد. چیونوفوجی میتسوگو توانست ۳۱ بار قهرمان (یوشو) مسابقات سومو شود.